# Pólya Iván
Pólya Iván (Szolnok, 1889. november 10. – Budapest, 1939. június 16.) magyar festő, szobrász, karikaturista. Pólya Tibor (1886–1937) festőművész testvére.

## Életpályája
Szülei: Dr. Pólya Béla és Vanyek Irma voltak. Lakatosnak tanult, de dolgozott fűtőként és autótechnikusként is. Budapesten tanult szobrászatot, majd Párizsban festészetet. Hazatérése után egy ideig Szolnokon dolgozott. 1907-től volt kiállító művész. Az I. világháború után Budapesten telepedett le.
1939. június 16-án hunyt el tüdőgyulladásban.

## Magánélete
Felesége, Kallós Sára volt, dr. Kallós Sámuel ügyvéd és Bodorffy Jozefa lánya.

## Művei
- Marokszedő (1933)
- Akt (1933)
- Kaszafenő (1933)
- Önarckép (1933, 1935)
- Női portré (1934)
- Tiszai bárkák (1934)
- Tiszai halászok (1935)
- Beszélgetők (1936)
- Balatoni táj
- Női akt
- Parkban
- Férfi portré
- A szolnoki vártemplom
- Sárga virágok

## Díjai
- Nemes Marcell-díj (1935)